# 22 юли (филм)
„22 юли“ е американска криминална драма от 2018 г. за атаките в Норвегия от 2011 г. и техните последици, базирана на книгата „Един от нас: Историята на едно клане в Норвегия – и неговите последици“ от Осне Зайерстад. Филмът е написан, режисиран и продуциран от Пол Грийнграс и включва норвежки актьорски състав и екип. В него участват Андерс Даниелсен Ли, Йон Ойгарден, Торбьорн Хар, Йонас Странд Гравли, Ола Г. Фурусет, Улрике Хансен Довиген, Исак Бакли Аглен, Мария Бок и Седа Вит. Световната премиера на филма е на 5 септември 2018 г. в основните номинации на 75-ия международен филмов фестивал във Венеция. и е пуснат онлайн и в избрани кина на 10 октомври 2018 г. от Netflix.

## Сюжет
На 22 юли 2011 г. Андеш Брайвик се облича в полицейска униформа, зарежда микробус с домашно приготвени експлозиви и се отправя към квартала Регйеринг, където се намират сградите на изпълнителната власт в Осло, Норвегия. Той оставя микробуса пред кабинета на премиера Йенс Столтенберг. Миг по-късно избухва, причинявайки сериозни материални щети, ранявайки десетки и причинявайки смъртта на няколко минувачи.
На остров Ютьоя в Тирифьорден, Бюскерю, тийнейджъри пристигат за летния лагер на Работническата младежка лига (AUF), организиран от управляващата Лейбъристка работническа партия. Когато научават за бомбардировките, един ученик, Виляр Хансен, се обажда на родителите си, за да се увери, че са невредими.
Брайвик пристига на ферибота и информира персонала, че е полицай, изпратен да охранява острова след атаката в Осло. Директорът на лагера го транспортира до острова с лодка. Брайвик инструктира персонала да събере децата на едно място. Когато шефът на охраната иска лична карта, Брайвик застрелва него и директорката. Децата бягат, докато Брайвик открива огън, убивайки десетки.
Виляр и брат му Торже се крият на скалист насип на плажа. Виляр се обажда на майка си, за да ѝ каже, че на острова е открит огън. Брайвик намира групата и започва да стреля. Виляр е прострелян няколко пъти, но Торже се измъква невредим. Брайвик се предава на тактически екип и е отведен за разпит.
Брайвик твърди, че е лидер на бяла националистическа група, наречена рицарите тамплиери, и че по негов сигнал ще започнат още атаки. Той иска помощта на адвокат Геир Липестад, който защитавал неонацист. Липестад е морално съвестен към клиента си и е професионално обвързан от етиката си като адвокат. Липестад се опитва да аргументира защита на базата на лудост за Брайвик, което предизвиква критики, тъй като означава, че той ще бъде институционализиран, вместо изпратен в затвора. С помощта на различни психиатри и психолози Брайвик е диагностициран с вероятна параноидна шизофрения. Брайвик казва на Липестад, че иска да бъде обявен за здравомислещ, за да легитимира атаките си.
Виляр се събужда от кома с променящи живота наранявания и се връща у дома със семейството си. Отново се научава да ходи, но е преследван от спомените за атаката. С подкрепата на майка си и друг оцелял от атаката в Утоя, той се явява в съда като свидетел и разказва за клането. Брайвик получава присъда от 21 години, която може да бъде удължена от съда, ако се прецени, че той все още представлява опасност за обществото.

## Актьорски състав
- Андерс Даниелсен Ли като Андеш Беринг Брайвик[11]
- Джон Ойгарден като Геър Липещат[11]
- Торбьорн Хар като Свейн Аре Хансен
- Йонас Странд Гравли като Виляр Хансен
- Ола Г. Фурусет като Йенс Столтенберг
- Улрике Хансен Довиген като Инга Бейер Енг
- Исак Бакли Аглен като Торже Хансен
- Мария Бок като Кристин Кристоферсен
- Тоне Даниелсен като съдия Венче Арнтцен
- Тюрид Гунес като Мете Ларсен
- Моника Борг Фюре като Моника Бьосей
- Ингрид Енгер Деймън като Александра Бех Гьорв
- Седа Уит като Лара Рашид
- Аня Мария Свенкеруд като Сив Халгрен
- Хасе Линдмо като Свейн Холдън

## Продукция
На 21 август 2017 г. Пол Грийнграс обявява, че работи по нов филм на Netflix, фокусиран върху атаките в Норвегия през 2011 г. и последствията от тях. Продукцията започва в края на 2017 г. Трейлърът на филма е пуснат на 4 септември 2018 г. Грийнграс разкрива, че е използвал норвежки актьори и екип за филма, защото смята, че филмът трябва да бъде разпознат като норвежки филм. Той също така разкрива, че не е използвал норвежки език за филма, тъй като не говори норвежки, затова е потърсил актьори, които могат да говорят английски.

## Пускане
Световната премиера на филма е на 75-ия международен филмов фестивал във Венеция на 5 септември 2018 г. Филмът е показан и на Международния филмов фестивал в Торонто на 10 септември 2018 г., има и специално представяне в скандинавските кина на 4 октомври 2018 г. Филмът е пуснат на 10 октомври 2018 г. в Netflix и в избрани кина. Първоначално било планирано да излезе на 2 ноември 2018 г. под заглавието Норвегия.

### Критика
В сайта за рецензии Rotten Tomatoes филмът има рейтинг на одобрение от 81% въз основа на 129 рецензии, със среден рейтинг 6.9/10 . Критичният консенсус на уебсайта гласи: „ 22 юли предлага тежък поглед отблизо върху последиците от тероризма, разказвайки история с вътрешно въздействие на трилър и трайния емоционален резонанс на драма“. На Metacritic филмът има средна оценка от 69 от 100, базиран на 27 критици, което показва „като цяло благоприятни отзиви“.